# Зав'ялов Анатолій Сергійович
Анатолій Сергійович Зав'ялов (11 лютого 1927, Харків, СРСР — 19 липня 2003, Дніпропетровськ, Україна) — український історик, германіст, доктор історичних наук, професор, завідувач кафедри всесвітньої історії Дніпропетровського університету (1973–1989). Основоположник дніпропетровської школи германістики. Засновник наукового журналу «Питання німецької історії».

## Біографія
Народився у Харкові в сім'ї службовців. Дитинство пройшло у воєнний період. Під час Другої світової війни разом із родиною був евакуйований до Сталінграда, пізніше до Челябінської області. У 1945 році вступив до гірничого інституту, проте через рік перевівся на історичне відділення Харківського університету.
Закінчивши університет, працював учителем історії в Острозі (1951–1955), де здобув досвід викладання та вивчив українську мову. З 1955 року проживав у Дніпропетровську, займався викладацькою та краєзнавчою діяльністю. У 1968 році захистив кандидатську дисертацію, присвячену проблемам диктатури пролетаріату в НДР.
У 1973 році очолив кафедру всесвітньої історії Дніпропетровського державного університету, де створив потужний осередок германістики. У 1983 році захистив докторську дисертацію.

## Наукова діяльність
Зав'ялов сформував наукову школу германістики, підготував десятки кандидатів наук. Його учні продовжили дослідження з історії Німеччини, розвиваючи нові напрямки, такі як історія німецькомовних менонітських колоній. Основним напрямком досліджень Зав'ялова була історія Німецької Демократичної Республіки та німецька діаспора в Україні. Під його керівництвом у 1973 році було засновано науковий збірник «Вопросы германской истории», який у 1977 році набув статусу міжвузівського.
Після падіння Берлінського муру та об'єднання Німеччини дослідження НДР втратили актуальність, і Зав'ялов зосередився на вивченні німецьких колоній в Україні. Він також був організатором та учасником низки наукових конференцій, що об'єднували істориків з України, Німеччини, США та інших країн.

## Основні праці
- «Национальный фронт демократической Германии и строительство социализма в ГДР» (1971)
- «Единым фронтом. Демократические партии ГДР в борьбе за социализм» (1980)
- «Демократические партии ГДР в период строительства социализма» (1986)